# 混同県
混同県（こんどう-けん）は中華人民共和国吉林省にかつて存在した県。現在の松原市東部に相当する。
遼代に寧江州の州治として設置された。金代に廃止されている。